# Dirty Harry (filmserie)
Dirty Harry er navnet på en serie af film og romaner, der handler om den fiktive politiinspektør "Dirty" Harry Callahan fra San Francisco Police Departments drabsafdeling. Callahan bliver spillet af Clint Eastwood i de fem film.

## Dirty Harryfilm

### Dirty Harry(1971)
Dirty Harry er instrueret af Don Siegel og udkom i 1971. Harry sporer seriemorderen Scorpio (løst baseret på Zodiac Killer). Eastwoods ikoniske portrættering af den fåmælte uortodokse betjent, satte stilen på en række af hans senere film, og dens kommercielle succes ledte til produktionen af yderligere fire efterfølgere. Motivet med den "fremmedgjorte politibetjent" blev efterfølgende imiteret i en række andre film. I begyndelsen og slutningen af filmen fanger Callahan en kriminel og sige, "You've got to ask yourself a question: 'Do I feel lucky?' Well, do ya, punk?" (ofte fejlagtigt gengivet som "Do you feel lucky, punk?").
Denne film blev en stor succes, og så ikonisk at den blev afspejlet i mange andre film, særligt de resterende film i Dirty Harry-serien, fordi det var en portrættering af social protest, der påpeger, at det var lettere for retssystemet at beskytte potentielle mistænkte i stedet for at udøve magt på vegne af ofrene, mens det ignorerer borgerne, der er i fare, eller er blevet myrdet. Filmen indspillede for det fjerdehøjeste beløb i 1971 efter Fiddler on the Roof, The French Connection og Diamonds Are Forever.

### Dirty Harry går amok(1973)
Dirty Harry går amok blev instrueret af Ted Post og udkom i 1971. Hovedtemaet i denne film er vigilant ret og plottet handler om en gruppe afhoppede færdselsbetjente, der henretter kriminelle, der har undgået straf. Trods Harrys forkærlighed for at tage loven i egen hånd, tolererer han ikke koldblodige mord på anklagede, og han beslutter at stoppe morderne. I denne film er Harrys catch-phrase "En mands skal kende sine begrænsninger."

### Dirty Harry renser ud(1976)
Dirty Harry går amok blev instrueret af James Fargo og udkom i 1976. I filmen slår Harry sig sammen med en uerfaren kvindelig makker ved navn Kate Moore (Tyne Daly), og forsøger at fange en terrorgruppe, der kalder sig People's Revolutionary Strike Force. Harry er imod at bruge uerfarne betjente i det farlige politiarbejde, uanset om det er en kvinde eller mand, og synes at drabsafdelingen er for farlig for sin nye partner, der indtil for nylig arbejdede i arkivet. Han har intet imod kvindelige politibeetjente, han føler blot at Moore er for grøn. Moore viser sig dog at være værdifuld, selvom hun startede overentusiastisk, og modes hurtigt og vinder derved Harrys respekt.

### Dirty Harry vender tilbage(1983)
Dirty Harry vender tilbage blev instrueret af Clint Eastwood selv, og udkom i 1983. En aldrende, men stadig bitter, Callahan bliver sendt til en lille by for at følge op på en mordsag, hvilket leder ham lige til et voldtægtsoffer, der selv er på jagt efter hævn for hende og hendes søster, ved at dræbe de personer, der overfaldt dem.

### Dødsspillet(1988)
Dødsspillet blev udgivet i 1988, og blev instruret af Buddy Van Horn. Harry finder sig selv i et dødsspil, hvor man kan spille på, hvornår en række kendte mennesker vil dø. Nogen prøver at snyde ved at dræbe de kendte på én bestemt spillers liste.
Efter denne film nægtede Eastwood at gentage rollen, da han mente at hans alder (58 i 1988) ville gøre Harry til en parodi.

### Karakterer
| Karakter                 | Film           | Film                 | Film                  | Film                       | Film              |
| Karakter                 | Dirty Harry    | Dirty Harry går amok | Dirty Harry renser ud | Dirty Harry vender tilbage | Dødsspillet       |
| ------------------------ | -------------- | -------------------- | --------------------- | -------------------------- | ----------------- |
| Harry Callahan           | Clint Eastwood | Clint Eastwood       | Clint Eastwood        | Clint Eastwood             | Clint Eastwood    |
| Frank DiGiorgio          | John Mitchum   | John Mitchum         | John Mitchum          |                            |                   |
| The Mayor                | John Vernon    |                      | John Crawford         |                            |                   |
| Al Bressler              | Harry Guardino |                      | Harry Guardino        |                            |                   |
| Scorpio                  | Andy Robinson  |                      |                       |                            |                   |
| Chico Gonzalez           | Reni Santoni   |                      |                       |                            |                   |
| Bank Robber              | Albert Popwell |                      |                       |                            |                   |
| Neil Briggs              |                | Hal Holbrook         |                       |                            |                   |
| Charlie McCoy            |                | Mitch Ryan           |                       |                            |                   |
| John Davis               |                | David Soul           |                       |                            |                   |
| Red Astrachan            |                | Kip Niven            |                       |                            |                   |
| Mike Grimes              |                | Robert Urich         |                       |                            |                   |
| Phil Sweet               |                | Tim Matheson         |                       |                            |                   |
| Earlington "Early" Smith |                | Felton Perry         |                       |                            |                   |
| J.J. Wilson              |                | Albert Popwell       |                       |                            |                   |
| Kate Moore               |                |                      | Tyne Daly             |                            |                   |
| Bobby Maxwell            |                |                      | DeVeren Bookwalter    |                            |                   |
| Lalo                     |                |                      | Michael Cavanaugh     |                            |                   |
| Karl                     |                |                      | Dick Durock           |                            |                   |
| Abdul                    |                |                      | Kenneth Boyd          |                            |                   |
| Miki                     |                |                      | Jocelyn Jones         |                            |                   |
| Father John              |                |                      | M. G. Kelly           |                            |                   |
| Big Ed Mustapha          |                |                      | Albert Popwell        |                            |                   |
| Jennifer Spencer         |                |                      |                       | Sondra Locke               |                   |
| Mick                     |                |                      |                       | Paul Drake                 |                   |
| Ray Perkins              |                |                      |                       | Audrie J. Neenan           |                   |
| Lester Jannings          |                |                      |                       | Pat Hingle                 |                   |
| Horace King              |                |                      |                       | Albert Popwell             |                   |
| Samantha Walker          |                |                      |                       |                            | Patricia Clarkson |
| Peter Swan               |                |                      |                       |                            | Liam Neeson       |
| Al Quan                  |                |                      |                       |                            | Evan C. Kim       |
| Harlan Rook              |                |                      |                       |                            | David Hunt        |
| Johnny Squares           |                |                      |                       |                            | Jim Carrey        |

### Modtagelse
| Film                       | Rotten Tomatoes |
| -------------------------- | --------------- |
| Dirty Harry                | 95%             |
| Dirty Harry går amok       | 80%             |
| Dirty Harry renser ud      | 78%             |
| Dirty Harry vender tilbage | 59%             |
| Dødsspillet                | 52%             |